# Delicious (film)
Delicious är en tysk dramafilm som hade premiär i februari 2025 på Filmfestivalen i Berlin, innan den hade premiär på Netflix den 7 mars 2025. Filmen är regisserad av Nele Mueller-Stöfen, som även skrivit filmens manus.

## Handling
Filmen utspelar sig på den franska landsbygden och handlar om en tysk familj som hamnar klorna på en hotellanställd med mörka avsikter.

## Rollista (i urval)
- Valerie Pachner – Esther
- Fahri Yardım – John
- Carla Díaz – Teodora
- Naila Schuberth – Alba
- Caspar Hoffmann – Philipp